# Casa en Punta Piedras
La Casa en Punta Piedras es una casa de veraneo diseñada por los arquitectos argentinos Horacio Baliero y Ernesto Katzenstein en Punta del Este, Uruguay. Terminada en 1992, fue elogiada en su época por romper con la tradicional estética pintoresca de las casas de playa, proponiendo una arquitectura moderna sobria y de bajo perfil.
En rigor, se trata de dos casas encargadas en 1989 por un mismo comitente, un matrimonio de artistas (una pintora y un escritor), que pidieron tener un espacio adecuado tanto para el ocio como para la creación, y la posibilidad de habilitar en el verano la casa principal, reservándose para ellos una casa más pequeña, en forma de torre. La estética del conjunto es de una gran sobriedad y genera alusiones tanto a la primera arquitectura moderna blanca de la década de 1920/1930, como a la tradicional arquitectura mediterránea. Son volúmenes ortogonales y simples, pintadas en un color similar al de la arena de la zona, y con ventanas pequeñas que generan ambientes introvertidos con vistas puntuales.
Ocupando un terreno frente al mar, las dos viviendas están separadas, una de dos plantas, y la torre, de tres. La casa principal tiene un acceso por el lado opuesto a la costa, entrando por un pasillo a un patio íntimo, encerrando por un muro blanco con distintas perforaciones para ver el mar y cubierto con una pérgola rústica de ramas, con un pequeño árbol que enriquece ese espacio. En la planta baja se encuentra el garaje, dos habitaciones y un sector para empleados de servicio, mientras subiendo a la planta superior están los sectores sociales de la casa: un amplio living-comedor, la cocina por separado, otra habitación con baño en suite, un atelier y una terraza lo suficientemente amplia como para alojar una mesa y comer allí.
La “torre” pedida por el matrimonio a los arquitectos, también posee un patio de entrada cubierto por una pérgola y limitad por un muro, pero en contraste con la otra casa, tiene el living-comedor integrado con una pequeña cocina en la planta baja, y un dormitorio con un pequeño baño en suite en la planta superior.
El arquitecto e historiador Alberto Petrina analizó la obra en 1994, llamándola “moderna e intemporal”, y conectándola estéticamente con la primera arquitectura racionalista argentina, de la década de 1930. Relacionó a los autores de la casa con los arquitectos de aquella época Carlos Vilar o Eduardo Sacriste y elogió al conjunto por no pertenecer ni al estilo pintoresco que solían tener las casas de veraneo construidas en aquella época, y por tampoco pertenecer a una arquitectura moderna fría y ortodoxa. Marcó que Baliero y Katzenstein “prefirieron la actitud equilibrada y pragmática, tomando de la Modernidad sólo aquello que convenía”.
Según Petrina, la casa en Punta Piedras fue “una de las más importantes de la última década en Sudamérica. Todo en ella es olvido de sí, incorporación al paisaje, despojada simetría.” “Los anchos muros, las terrazas, los patios íntimos y metafísicos” resumían para Petrina “lo mejor de nuestras tradiciones arquitectónicas”. Al mismo tiempo, la juzgó como intemporal, ya que “nos sugiere un fuerte acento Mediterráneo” y al mismo tiempo, tratándose de una casa “tan acabadamente moderna”, termina mostrando “esa discreta elegancia criolla hecha de ingredientes hoy casi anacrónicos entre nosotros: armonía, simplicidad, belleza”.